# Сафин, Дмитрий Анатольевич
Дми́трий Анато́льевич Са́фин (род. 8 декабря 1972) — подполковник, Герой России, командир отряда 67-й отдельной бригады специального назначения Главного разведывательного управления (ГРУ) Генерального Штаба Вооруженных Сил Российской Федерации.

## Биография
Родился 8 декабря 1972 года в городе Междуреченске Кемеровской области.
В 1987 году окончил 8 классов в СОШ № 1 г. Мыски Кемеровской области.
В 1989 году окончил Уссурийское суворовское военное училище (6 рота, 4 взвод).
C 1989 по 1992 год проходил обучение в Киевском высшем общевойсковом дважды Краснознаменном училище имени М. В. Фрунзе.
В 1993 году окончил Одесский институт Сухопутных войск.
В 2004 году окончил Общевойсковую академию ВС РФ.
Проходил службу в 67-й отдельной бригаде специального назначения в составе Сибирского военного округа (Бердск, Новосибирская область).
В период с 1995 года по 2001 год совершил 5 командировок на Первую и Вторую чеченские войны.

## Подвиг
Четвёртая командировка на войну. Ведя разведку весной 2000 года в горной местности группа майора Сафина попала в засаду боевиков и залегла под огнём. Офицером был умело организован отпор, корректировался огонь авиации и артиллерии. Натиск отряда боевиков был отражен, а впоследствии бандгруппа принуждена к отходу. В результате преследования противника, разведчиками обнаружена и захвачена база со складом вооружения, боеприпасов, продовольствия, уничтожено несколько боевиков, в том числе полевой командир. Потерь в этом бою не было.
Указом Президента Российской Федерации от 4 мая 2001 году, за мужество и героизм, проявленные в контртеррористической операции на Северном Кавказе, майору Сафину Дмитрию Анатольевичу присвоено звание Героя Российской Федерации с вручением медали «Золотая Звезда».

## Награды
- Медаль «Золотая Звезда» Героя России.
- Медаль ордена «За заслуги перед Отечеством» II степени с мечами.
- Медаль «За отвагу»